# منحنى قلبي

منحنى قلبي تولده دائرة متدحرجة.

منحنى قلبي ممثل في صورة غلاف من دوائر مراكزها تقع على دائرة ما بحيث تمر جميع هذه الدوائر بنقطة ثابتة على محيط هذه الدائرة.

المنحنى القلبي هو منحنى مستوٍ تولده نقطة على محيط دائرة تتدحرج حول دائرة أخرى مساوية لها في طول القطر، أو هو منحنى دويري فوقي ذو قُرْنة وحيدة. ويمكن تعريفه على أنه حلزون جيبي، أو منحنى عكسي لقطع مكافئ بؤرته هي نقطة الانعكاس.